# 宝幢院 (大田区)
宝幢院（ほうどういん）は、東京都大田区西六郷にある真言宗智山派の寺院。

## 概要
寺伝では、平安時代末期、行観によって開山された。行観は真言宗の醍醐寺塔頭光台院（現在の宗派では真言宗醍醐派）の出身という。
一方、江戸幕府昌平坂学問所が編纂した『新編武蔵風土記稿』には、鎌倉時代に光明寺の行観によって開山されたとしている。光明寺は行基によって開山され、弘法大師空海が中興した真言宗の寺院であった。ところが寛喜年間（1229年～1232年）になり浄土宗に転宗した。行観は、弘法大師の寺が消滅することを惜しみ、別に一寺（当院）を設けて隠棲し、二世以降を真言宗の僧侶に譲ることにしたという。そういう経緯から、光明寺と同じ院号・寺号「宝幢院光明寺」を持ち、当院は「宝幢院」を、もう片方の寺は「光明寺」を通称とすることになった。

## 交通アクセス
- 雑色駅より徒歩12分（経路案内）。